# Synagoge Cosel (Oberschlesien)
Koordinaten: 50° 19′ 55″ N, 18° 9′ 0″ O

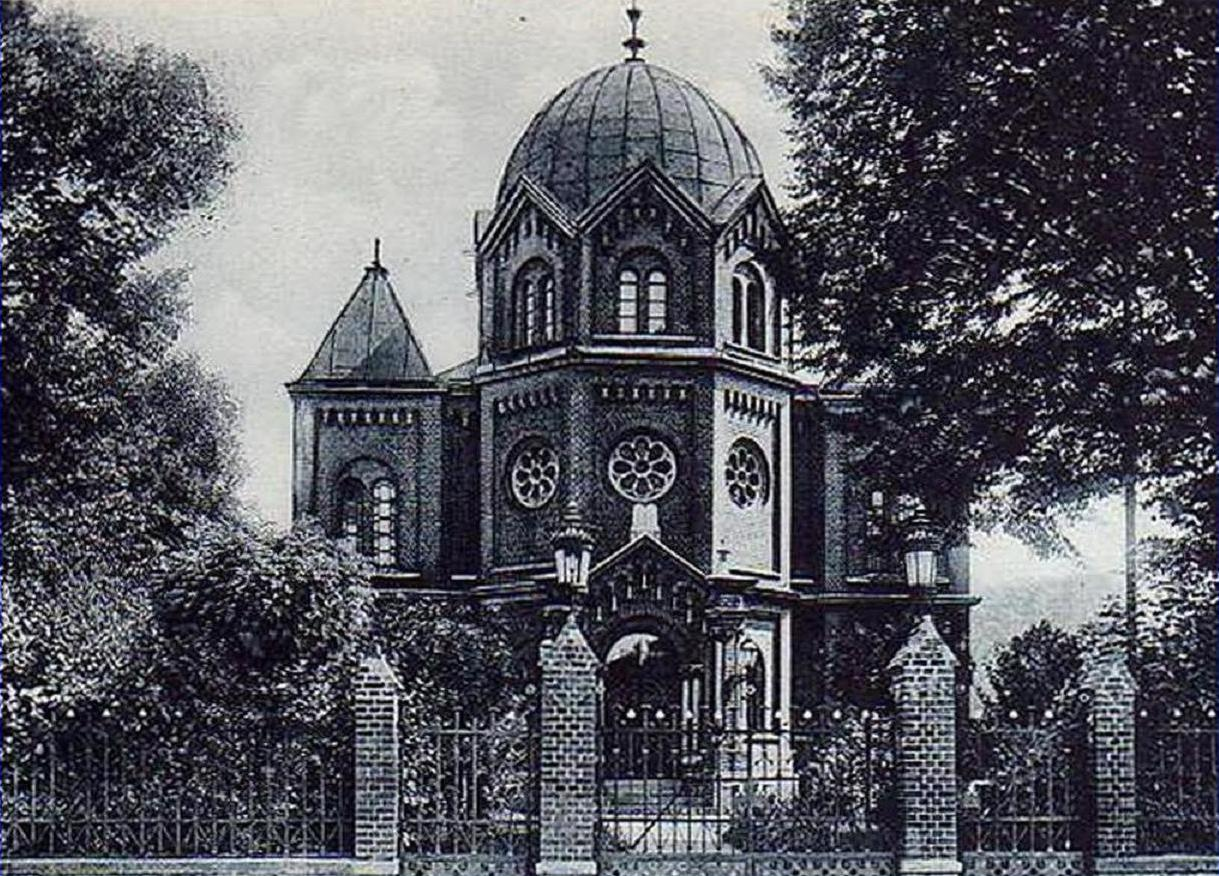
Synagoge in Cosel (um 1920)

Die Synagoge in Cosel (Oberschlesien), einem Stadtteil von Kędzierzyn-Koźle im Powiat Kędzierzyńsko-Kozielski in der polnischen Woiwodschaft Oppeln, wurde 1886 errichtet. Die Synagoge im Stil der Neuromanik befand sich am Ratiborer Platz. Sie wurde am 10. September 1886 durch den Rabbiner Ferdinand Rosenthal eingeweiht.
Die Synagoge wurde beim Novemberpogrom 1938 zerstört. Unter dem Beifall der Neugierigen wurde der Davidstern von der Kuppel gestürzt. Wenige Zeit später wurde die Ruine abgebrochen. Im Juni 1942 wurden fast sämtliche Juden aus Cosel in das nahe gelegene Gleiwitz und von dort aus mit einem Zugtransport in das KZ Auschwitz-Birkenau deportiert. Nach Kriegsende wurde in den 1960er Jahren an Stelle der Synagoge eine Krankenstation errichtet.
Im November 2019 wurde mit Hilfe des Vereins „Blechhammer 1944“ sowie von örtlichen Oberschülern eine Gedenktafel in der Nähe der Synagoge enthüllt, die an das Schicksal der Juden aus Koźle und die Synagoge erinnert.